# Le Mans UC 72
A Le Mans UC72 egy francia labdarúgócsapat Le Mans-ban. 1985-ben alapították Le Mans Union Club 72 néven. Otthonuk a Stade Omnisports Léon Bollée.

## Története
A klub története során először a 2003–04-es szezonra jutott fel a francia első osztályba, ám hamar kiesett. Azonban 2005-ben ismét felküzdötték magukat és azóta sorra a középmezőnyben végeznek, 2006-ban és 2007-ben a 11. és 12., 2008-ban pedig a 9. helyezést szerezték meg a bajnokságban, amely a csapat eddigi legnagyobb sikere.

## Sikerei
- Ligue 2
  - Második helyezett: 2003, 2005
- Champions DH Quest
  - Győztes: 1961, 1965
- Coupe Gambardella
  - Győztes: 2004
- Francia Kupa
  - Elődöntős: 1998
- Francia Ligakupa
  - Elődöntős: 2006, 2007

## Játékosok

### Jelenlegi keret
2024. augusztus 1. szerint.
| #  |     | Poszt | Név               |
| -- | --- | ----- | ----------------- |
| 1  | FRA | K     | Ewan Hatfout      |
| 5  | MTQ | V     | Harold Voyer      |
| 6  | FRA | KP    | Edwin Quarshie    |
| 7  | COM | CS    | Zaïd Amir         |
| 8  | FRA | V     | Alexandre Lauray  |
| 9  | FRA | CS    | Antoine Rabillard |
| 11 | FRA | CS    | Erwan Colas       |
| 12 | FRA | V     | Anthony Ribelin   |
| 13 | MLI | V     | Tiécoro Keita     |
| 15 | COD | CS    | Arnold Vula       |
| 16 | FRA | K     | Nicolas Kocik     |
| 17 | FRA | V     | Samuel Yohou      |
| 18 | FRA | V     | Zakary Lamgahez   |

| #  |     | Poszt | Név                 |
| -- | --- | ----- | ------------------- |
| 19 | FRA | V     | Nathan Dekoke       |
| 21 | FRA | V     | Théo Eyoum          |
| 22 | FRA | CS    | Lucas Calodat       |
| 23 | FRA | KP    | Maxime Nonnenmacher |
| 23 | FRA | V     | Mike Bettinger      |
| 24 | FRA | KP    | Ali Ouchen          |
| 25 | SEN | CS    | Dame Guèye          |
| 26 | FRA | CS    | Brice Oggad         |
| 27 | FRA | KP    | Martin Rossignol    |
| 30 | FRA | K     | Augustin Delbecque  |
| 33 | FRA | KP    | Gabin Bernardeau    |
| 34 | FRA | V     | Jérémie Matumona    |
|    | FRA | V     | Noa Boissé          |

### Híres játékosok
- Arnaud Denis
- Ludovic Baal
- Dagui Bakari
- Ismaël Bangoura
- Marko Baša
- Régis Beunardeau
- Willy Bolivard
- Laurent Bonnart
- Grégory Cerdan
- Sébastien Corchia
- Daniel Cousin
- Mathieu Coutadeur
- Vincent Créhin
- Joffrey Cuffaut
- Thomas Dasquet
- Tulio De Melo
- Stéphane Diarra
- Moussa Doumbia
- Didier Drogba
- Tom Duponchelle
- Romain Dupont
- Dan Eggen
- Patrick Ekeng Ekeng
- James Fanchone
- Thibault Ferrand
- Yannick Fischer
- Thierry Froger
- Eric Garcin
- Antônio Géder
- Gervinho
- Grafite
- Hamza Hafidi
- Yohan Hautcoeur
- Thorstein Helstad
- Roland Lamah
- Pierre Lemonnier
- Anthony Le Tallec
- Cyriaque Louvion
- Modibo Maïga
- Daisuke Matsui
- Didier Ovono
- Fabrice Pancrate
- Pierre Patron
- Olivier Pédémas
- Yohann Pelé
- Christian Penaud
- Laurent Peyrelade
- Yoann Poulard
- Réginald Ray
- Romaric
- Stéphane Samson
- Morgan Sanson
- Stéphane Sessègnon
- Jacques Songo’o
- Mamadou Soro
- Fredrik Strømstad
- Frédéric Thomas
- Olivier Thomas
- Olivier Thomert
- Patrick Van Kets
- Alexandre Vardin
- Stéphen Vincent
- Hassan Yebda
- Zito

## Edzők
| - 1945–1946: Braustein - 1946–1948: ? - 1948–1951: Émile Rummelhardt - 1951–1952: Choulet - 1952–1953: ? - 1953–1957: Camille Libar - 1957–1964: André Grillon - 1964–1976: René Dereuddre - 1976–1979: Alain Laurier - 1979–1981: Michel Rodriguez - 1981–1985: Guttierez - 1985–1986: Bernard Deferrez | - 1986 december–1988: Christian Gourcuff - 1989 január–1992 december: Christian Létard - 1993 január–1997 június: Thierry Froger - 1997 július–1997 október: Slavo Muslin - 1997 november–2000 november: Marc Westerloppe - 2000 november–2000 december: Alain Pascalou - 2000 december–2004 február: Thierry Goudet - 2004 március–2004 december: Daniel Jeandupeux - 2005 január–2007 július: Frédéric Hantz - 2007 január–2008 június: Rudi Garcia - 2008 június–2009 február: Yves Bertucci - 2009 február–2009 június: Daniel Jeandupeux - 2009 június–2009 december: Paulo Duarte - 2009 december–2011 december: Arnaud Cormier - 2011 december–2013 április: Denis Zanko - 2013 április–2013 október: Régis Beunardeau - 2013 október–2014 június: Stéphane Guédet - 2014 június–2015 július: Alexandre Clément - 2015 július–2020 február: Richard Déziré - 2020 február–2020 május: Réginald Ray - 2020 február–2021 május: Didier Ollé-Nicolle - 2021 május–2022 november: Cris - 2022 november–2024 február: Réginald Ray - 2024 február–2024 június: Mathieu Chabert - 2024 június–: Patrick Videira |